# Stugeta somalina
Stugeta somalina är en fjärilsart som beskrevs av Henry Stempffer 1946. Stugeta somalina ingår i släktet Stugeta och familjen juvelvingar. Inga underarter finns listade i Catalogue of Life.